# Alternativ metal

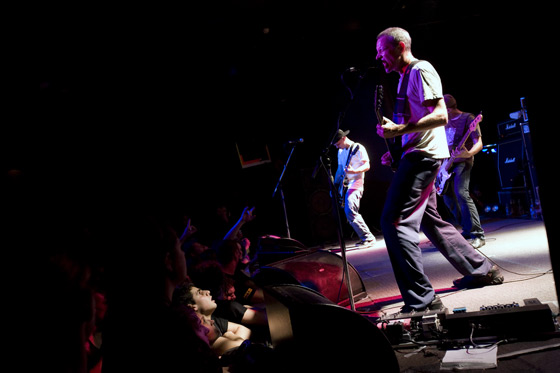
Alternativ metal-bandet Helmet i Melbourne i Australien 2008.

Alternativ metal (engelska: alternative metal, även benämnt alt-metal eller hard alternative) är en subgenre inom rock och heavy metal med influenser från sin modergenre alternativ rock och andra genrer som vanligtvis inte förknippas med metal. Alternativa metalband karaktäriseras ofta av tunga gitarriff, melodisk sång, ibland grov röst, okonventionella ljud inom andra heavy metal-genrer, okonventionell sångstruktur och ibland experimentella drag. Termen har använts sedan 1980-talet men blev populär först på 1990-talet. Den har gett upphov till flera subgenrer, bland andra rap metal och funk metal, vilka båda influerade en annan populär genre, nu metal, som utökar alternativ metal-soundet genom att bland annat lägga till influenser från hiphop, groove metal, grunge och ibland industrimetal.
System of a Down blandar både den ena stilen med den andra för att få fram den speciella musiken med många taktartsbyten och förändringar i rytmen som de är kända för. 

## Exempel på grupper
- Adept
- Alice In Chains
- Audioslave
- Avalanch
- Black Sonic
- Breaking Benjamin
- Celtic Frost
- ColdTears
- Coldrain
- Coilbox
- Dead By April
- Deftones
- Disturbed
- Engel
- Earthtone9
- Faith No More
- Fireside
- HellYeah
- Helmet
- HIM
- In Flames
- Incubus
- Korn
- Lacuna Coil
- Lostprophets
- Marilyn Manson
- Minora
- Nickelback
- NoDrama
- Papa Roach
- Pay money To my Pain
- Passenger
- Rammstein
- Red
- Saliva
- Seether
- Seremedy
- Silverchair
- Slipknot
- Sôber
- Soil
- System of a Down
- The Gazette
- Tool